# En äventyrare
En äventyrare är en svensk drama- och äventyrsfilm om Lars Wivallius från 1942 i regi av Gunnar Olsson. I huvudrollerna ses Sture Lagerwall, Ingrid Backlin, Thor Modéen, Margit Manstad och Kulörten Andersson.

## Om filmen
Filmen premiärvisades den 11 september 1942 på biograf Saga vid Kungsgatan i Stockholm. Filmen spelades in vid Europa Studio i Sundbyberg av Sven Thermænius och koreografi av Sven Tropp. Som förlaga har man en fri fabulering kring motiv ur Lars Wivallius' liv, redan 1921 gjordes en stumfilm om Wivallius, se En lyckoriddare.
En äventyrare har visats vid ett flertal tillfällen i SVT.

## Rollista i urval
- Sture Lagerwall – Lars Wivallius, poet / baron Eric Gyllenstierna
- Ingrid Backlin – Gertrud Grijp
- Margit Manstad – Theresa Palditska
- Wiktor "Kulörten" Andersson – Jesper Bock, Wivallius ridknekt
- Thor Modéen – Wulff Grijp, lantjunkare på Björkeberga, Gertruds far
- Gull Natorp – Helena Daa
- Hilding Gavle – mäster Peder, slottskaplan
- Henrik Dyfverman – Gustav II Adolf
- Olof Sandborg – kardinal Richelieu
- Tore Lindwall – general Wallenstein
- Willy Peters – Rönnow Bille, lantjunkare på Öretorp
- Bror Bügler – Casten Bille, Rönnows bror
- Gunnar Björnstrand – greve Conti
- Olle Hilding – pater Josef
- Tord Stål – chevalier de Trevillac
- Blenda Bruno – Agnete
- Arne Lindblad – Charlot, tjänare hos Gyllenstierna
- Hartwig Fock – skeppare
- Gunnel Broström – Alice
- Ingemar Holde – Anders, Grijps betjänt
- Lilly Kjellström – tjänstekvinna hos Grijp
- Hugo Jacobson – Nikodemus, Grijps betjänt
- Charlie Almlöf – astrolog
- Erik Rosén – domare
- Ann-Margret Bergendahl – Kätchen, Wallensteins kammarsnärta
- Åke Claesson – doktor Schonæus

## Musik i filmen
- Djäknevisa, musikbearbetning Knut Brodin, ny text 1942 Nils Ferlin, sång Björn Berglund som dubbar Sture Lagerwall
- Loppvisa, musikbearbetning Erik Baumann, text Nils Ferlin, sång Björn Berglund som dubbar Sture Lagerwall, framförs på luta av Lille Bror Söderlundh
- Amarilli mia bella (Amaryllis), kompositör Giulio Caccini, musikbearbetning Nathan Görling, sång Olle Björling
- Ballet favori, musikbearbetning Knut Brodin, instrumental.
- Menuett à la Bellman, kompositör Erik Baumann, instrumental.
- Liebestraum, kompositör Erik Baumann, instrumental.
- Du hjärtans tröst och lilja, kompositör Knut Brodin, textbearbetning av Lars Wivallius dikt av Nils Ferlin, sång Björn Berglund som dubbar Sture Lagerwall
- Svärdsdans, musikbearbetning Knut Brodin, instrumental.
- Gaillarde, musikbearbetning Knut Brodin och Nathan Görling, instrumental.
- Tysk dans, musikbearbetning Knut Brodin, instrumental.